# Diplomácia

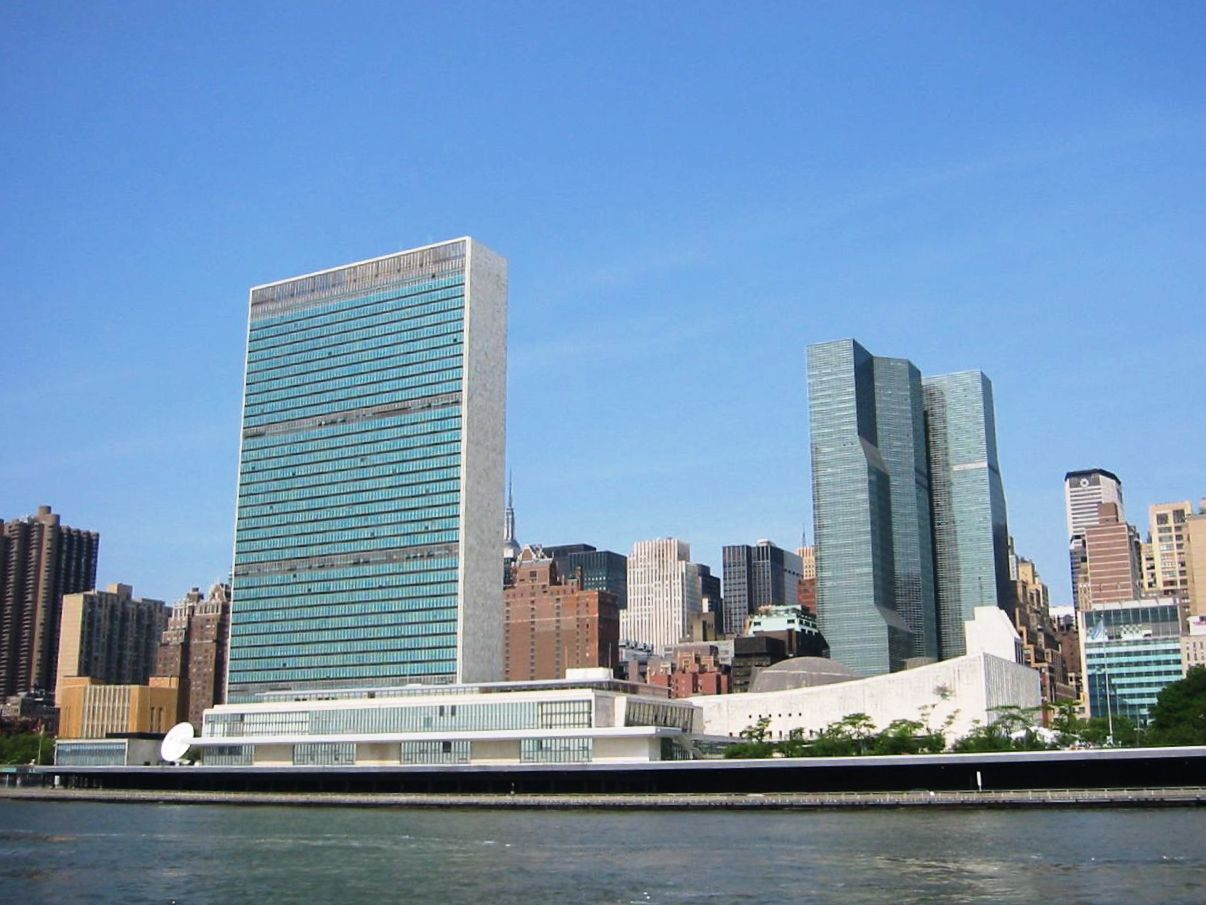
A világ legnagyobb diplomácia szervezetének, az ENSZ-nek a székháza New Yorkban

A diplomácia az államok nemzetközi kapcsolatainak ápolására irányuló szervezett tevékenység. Fő céljai: hivatalos kapcsolatok fenntartása más államokkal; az állam és polgárai érdekeinek képviselete, védelme; információszerzés; a saját országról szóló ismeretek terjesztése.
Az államok ezt a tevékenységüket e célra kialakított szervezeteken és szakembereken (általában külügyminisztérium és külképviseletek, diplomaták) keresztül végzik, ezért annak kialakulása összefügg az államok létrejöttével.

## Története

### Őskor
Már a kőkorszaki körülmények között élő törzsek közötti érintkezésnek is szükségszerű eleme volt a hírvivő, a követ, a törzs képviselője, küldötte. Ő folytatott tárgyalásokat a törzseket közösen érintő ügyekben, mint az árucsere, a területi elhatárolódás, a konfliktusok lezárása. Közös érdekből biztosították szabad mozgásukat, személyük mentességét gyakran tabuk övezték. Az ilyen korai gyakorlatot 19. századi néprajzi példák is valószínűsítik.
Az ausztráliai Új-Dél-Wales-ben például az őslakos nemzetségek hírnökeit szomszédaik személyesen ismerték, szabad mozgásuk volt még ellenségeskedések idején is. Gyakran bízták nőkre az ilyen kezdetleges diplomáciai szolgálatokat, mert a harcosok az asszonyokat rendszerint megkímélték az összetűzések során. A küldők még azt is szívesen vették, ha a női küldöttek nemileg érintkeztek a férfi tárgyaló feleikkel. Amennyiben a küldetés sikerrel járt, a női küldöttség a fogadó törzs férfiainak egy ideig nemi szabadságot biztosított az egyetértés megpecsételésére. Az új-zélandi maori törzsfőnökök is gyakran küldtek magas rangú nőket bonyolult tárgyalások folytatására. Ők biztonsággal járhattak olyan idegen törzseknél is, amelyek kevésbé ismert és tisztelt követek visszatérését nem tették volna lehetővé. Hasonló szokások előfordultak más kontinenseken is, Afrikában vagy az észak-amerikai indiánoknál és az eszkimóknál is.
A Fidzsi-szigeteken a törzs hírvivőit „az ország szemeként” is tisztelték, ami érzékelteti, hogy a hírvivés és a hírszerzés már akkor is összekapcsolódott. Afrikában a bantuk több törzse a 19. század végén elismert hírvivők révén állandó összeköttetést tartott fenn egymással, de hasonló gyakorlatot figyeltek meg a kutatók a kontinens sok más részén is.

### Ókor
A diplomácia egyidős az államok kialakulásával. Az ókorban és a középkorban a diplomáciai tevékenység legtöbbször eseti jellegű volt (követjárás).

#### Mezopotámia

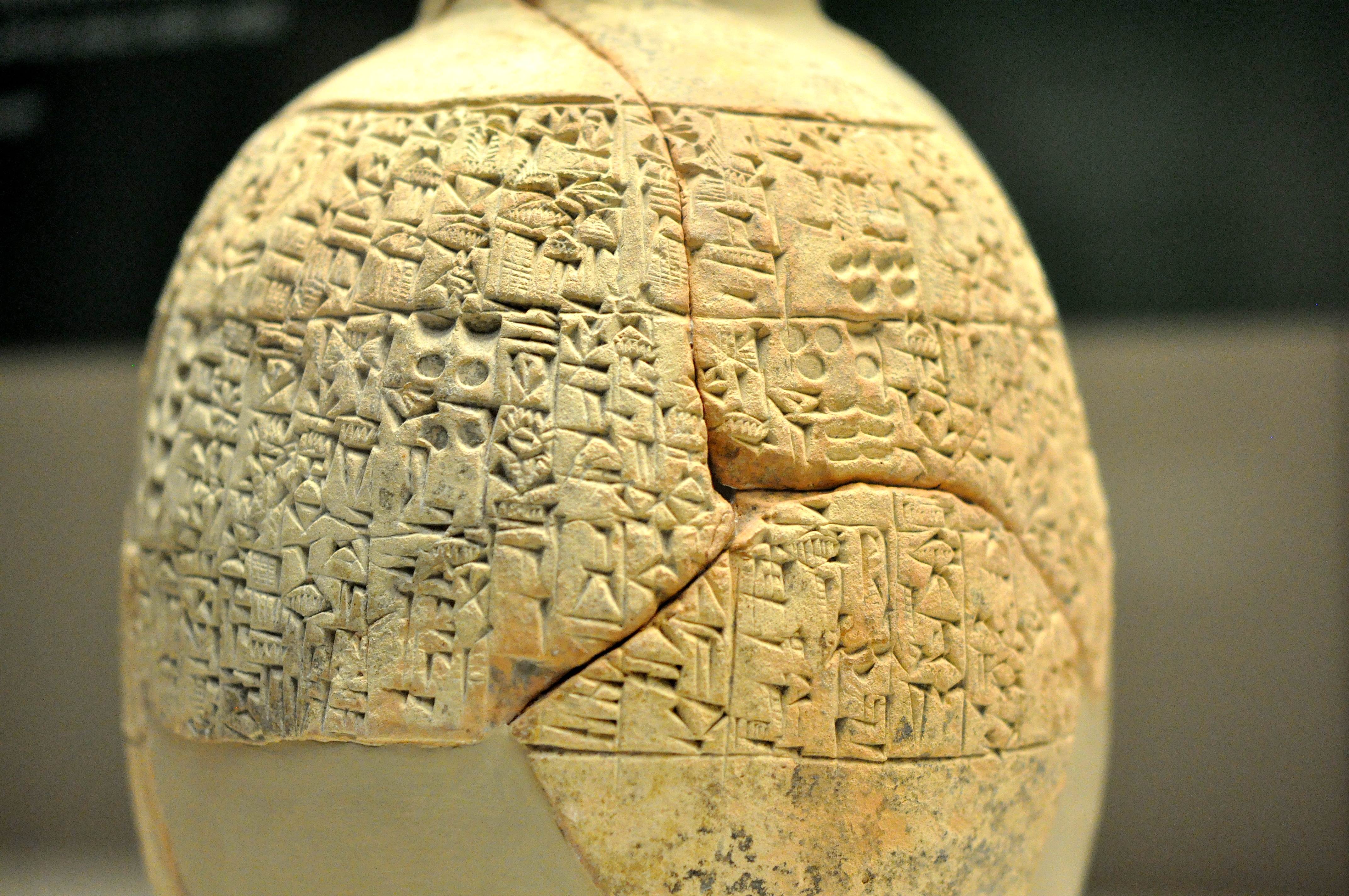
Ékírásos szöveg az Umma és Lagas közötti határvita rendezéséről

Az eddig talált legrégibb fennmaradt diplomáciai dokumentum a Lagas és Umma mezopotámiai városállamok között i. e. 2350 körül létrejött sumer nyelvű ékírásos megállapodás egy agyagedényen az állandósult határvita rendezéséről. Hammurabi törvénykönyve is említ egy mintegy 800 évvel korábban, tehát az i. e. 3. évezred derekán elámi nyelven kötött szerződést, amit Sarrukín akkád király unokája kötött vazallusaival, Avan uralkodóival. Teljes szövege, sőt mindkét fél saját nyelvi változata fennmaradt a II. Ramszesz egyiptomi fáraó és III. Hattuszilisz hettita király között körülbelül i. e. 1259-ban kötött egyiptomi-hettita békeszerződésnek.

#### Egyiptom
Az ókori Egyiptom élénk nemzetközi kapcsolatokat tartott fenn a Közel-Kelet országaival, sőt Indiával is kiterjedt kereskedelme volt. A gazdasági kapcsolatok követek küldéséhez és fogadásához vezettek. A követekkel való bánásmódról részletes szabályok alakultak ki, szabad mozgásukat útlevél biztosította. Az óindiai Manu törvénykönyve, a diplomáciai szabályoknak egész kódexét tartalmazza. Manu tanítása szerint a diplomácia a háború elkerülésének és a béke megőrzésének művészete. „A béke és ellentéte (a háború) a követektől függ, mert ők teremtik és ők választják el a szövetségeseket. Az ő hatalmukban állanak azok az ügyek, amelyek a királyok között békét teremtenek vagy háborút okoznak” – mondja a törvénykönyv, majd rögzít néhány, a követeknek szóló utasítást: „kerülni kell a barátságra utaló mértéktelen kijelentéseket, valamint a túlzott ígéreteket, amelyeket később esetleg meg kell szegni. Ugyancsak ne tegyen a követ ellenséges megjegyzéseket. Ne beszéljen és ne cselekedjék úgy, hogy az államának barátságos magatartását vagy megbízhatóságát kétségessé tehetné.” Az uralkodónak szóló intés szerint ő „sohase ölessen meg követet. Ha mégis megtenné, udvarával egyetemben pokolba jut. A követ – akár jó, akár rossz – mások ügyét képviseli, és ezért ő maga sohasem érdemelhet halált”.

#### India
Nagy Sándor egyik hadvezére és utóda, Szeleukosz ellen Csandragupta Maurja indiai uralkodó győzelmet aratott és békeszerződést kötött vele. A béke jegyében Szeleukosz a lányát feleségül adta az indiai uralkodóhoz. Ebben az időszakban vált szokássá a követek cseréje a görög királyok és az indiai uralkodók között. Csandragupta udvarában Megaszthenész, az első görög követ négy évet töltött. Diplomáciai jelentései értékes történelmi forrást jelentenek az ország korabeli állapotához.
Csandragupta unokája, Asóka követei a vallási misszionáriusok szerepét is betöltötték és eljutottak Egyiptomba, Szíriába, Makedóniába és Ceylonba is Buddha üzenetével. Augustus korától az ókori Róma és India között is sor került követek cseréjére. Sztrabón beszámol arról egy indiai követségről, amelynek célja a kereskedelmi kapcsolatok előmozdítása volt. Rómában a császárság idején az indiai fényűzési cikkek iránt nagy kereslet volt alakult ki.

#### Kína
A kínai ókorban, már a birodalom egyesítése (i. e. 221) előtt gyakoriak voltak a diplomáciai érintkezések az egyes helyi fejedelmek között. A követek gazdag ajándékokat vittek az uralkodóknak, aprólékosan kidolgozott udvariassági szabályok vonatkoztak a fogadásukra. Ismeretes volt az az elv, hogy a követek szabad mozgását biztosítani kell és meggyilkolásuk súlyos sértés a küldő állam ellen. A fejedelmek közötti szerződéseket állati áldozattal erősítették meg. Marcus Aurelius római császár idején római küldöttség jutott el Kínába a selyemúton. 

#### Az ókori zsidó állam
A Biblia is sok tényt tartalmaz a régi zsidók diplomáciai kapcsolatairól. Különösen széles körű nemzetközi kapcsolatai voltak a zsidó államnak Salamon király idejében. Követeiket alkalomszerűen választották ki az udvari előkelők közül.

#### Az ókori görögök
Az ókori görögök követeiről már Homérosz eposzai hírt adnak. Foglalkozásuk gyakran öröklődött a családban. Szükséges tulajdonságaik közé tartozott a nagy emlékezőtehetség és a harsány, hangos beszéd. Hivatásuk szent volt, személyük sérthetetlen.
A görög városállamok között, különösen a gyarmatvárosok létrejötte után szerte a Mediterráneumban, gyakori, de nem állandó „diplomáciai” kapcsolatok alakultak ki. A városok követeit általában a polgárok gyűlése küldte és fogadta. A gyűlések résztvevői javaslatot tehettek a napirenden lévő ügyekben. A követek fő feladata az volt, hogy ékesszólóan képviseljék városuk érdekeit a fogadó városállam népgyűlésén. Ebben a körben alakult ki a modern konzuli kapcsolatok őse, a proxenia intézménye is. A proxenosz, hasonlóan a modern tiszteletbeli konzulhoz, tekintélyes polgár volt, aki a saját városában egy idegen város polgárának érdekeit képviselte, eljárt a védelme alá tartozó idegen polgárok hivatalos ügyeiben. Fogadta az idegen város esetenként érkező követeit, bevezette őket a helyi társadalmi életbe. Közvetített a városok közötti vitákban. Alkalmanként a proxenoszt saját városa küldte követségbe abba a városba, amelynek érdekeit képviselte, amint azt Xenophón feljegyezte. Eszerint Kalliász athéni polgárt, aki Spárta proxenosza volt Athénban, az athéni népgyűlés többször küldte követségbe Spártába. A proxenosz kiváltságai közé tartozott, hogy ha a saját városa és az általa képviselt város között konfliktus alakult ki, személye és vagyona akkor is sérthetetlen maradt (asylia).
A görög világon túli kapcsolatok közül a legfontosabb a görög-perzsa viszony volt. Jó néhány görög város követsége utazott a perzsa uralkodók udvarába, és perzsa küldöttségek érkeztek a görög városokhoz. A diplomaták sérthetetlenségét általában, néhány kivétellel, tiszteletben tartották.
Görög szokás volt az államközi szerződések évfordulóinak megünneplése. Szerződéseiket márványba vésték vagy bronztáblán örökítették meg, és templomokban vagy más középületben őrizték. Athénban a Metróon-templom töltötte be az állami levéltár szerepét.

#### Az ókori Róma
A diplomáciai kapcsolatok lényege a szuverén államok között, az egyenlőség alapján létező kapcsolatok. Ez a gondolat ókori birodalmakban, Kínában csakúgy, mint Rómában, még hiányzott; a nagy birodalmak és uralkodóik egyaránt saját társadalmukat magasabb rendűnek tartották minden más korabeli országénál, ezért egyenrangú diplomáciai kapcsolatokat nem ápoltak velük. Róma azonban soha nem tudta megvalósítani uralmát az egész általa ismert világ felett, mindig maradtak olyan területek és népek, amelyek függetlenek (és rendszerint ellenségesek) maradtak, illetve olyanok, amelyek függőségbe kerültek ugyan, de mégis rendelkeztek az önkormányzat bizonyos fokával. Az ilyen jellegű államalakulatokkal a római birodalom a legatusok (követek) és oratorok (szónokok) révén tartotta a kapcsolatot.
A római diplomácia kezdetben elválaszthatatlan volt a vallási elemektől. A szerződések, a háború és a béke, valamint az idegenek jogát a ius sacrum (a szent jog) szabályozta; a szerződések felett az istenek őrködtek. Fontos szerepet játszott az eskü, mint a szerződés biztosítéka.
Különleges vallási-diplomáciai szerepet töltött be a fecialisok testülete. A szenátus és a római nép nevében tárgyaltak az idegen népek képviselőivel, ők közvetítették Róma követeléseit, ők folytatták le a kiadatási eljárásokat. Legfontosabb feladatuk a háborúk indításával kapcsolatos eljárások lebonyolítása volt a köztársaság korában.
A római korban a diplomáciai küldetések csak ideiglenes jellegűek voltak; gyakran nagy létszámú küldöttségek érkeztek a tárgyalásokra. Az idegen népek követeit Rómában általában a szenátus fogadta. A követ előadta mondanivalóját, majd felelt a kérdésekre. A szenátus ezután saját körben tanácskozott, majd a követet rendszerint visszahívták a válasz megadására. A követeket, főleg, ha küldetésük barátságos jellegű bolt, tisztelettel és megbecsüléssel fogadták. Gondoskodtak vendéglátásukról, fogadták őket az előkelőségek.
Az ellenséges hatalmak követeinek elsősorban igazolniok kellett, hogy a római hadvezér hozzájárult jövetelükhöz. Rendszerint a város falain kívül kellett maradniok és csak alacsonyabb rendű tisztviselőkkel tárgyalhattak, mielőtt esetleg a szenátus elé járulhattak.

### Középkor
Az állandó jellegű diplomáciai képviseletek Európában, leginkább Itáliában, a középkor végén, az újkor elején alakultak ki. Vezető szerepe volt ebben a pápai államnak és a Velencei Köztársaságnak.
Garrett Mattingly kutatásai szerint az első bizonyított folyamatos diplomáciai kapcsolat, állandó képviseletekkel, Zsigmond magyar és német-római király (császárrá csak később koronázták), valamint Filippo Maria Visconti milánói fejedelem között jött létre, és hét éven keresztül, 1425 és 1432 között működött. Zsigmond követének (orator) neve Bartolomeo Mosca volt, és hét éven át tevékenykedett Milánóban; a fejedelem ez alatt az idő alatt összesen kilenc követet akkreditált Zsigmond udvarában, de ők általában kettesével szolgáltak.

Az állandó követségek gyakorlata a 15. század közepére teljesen kialakult Itáliában, majd a reneszánsz többi vívmányával együtt 1500 körül terjedt el Európa más részein. Az újítás alkalmazásában Mátyás király az élen járt. Fennmaradt Mátyás diplomáciai megbízólevele az 1466-68 közötti időből Handó György pécsi prépost részére, akit a pápai udvarban akkreditált állandó követként: 

„Számos és fontos ügyekről kellő utasítással ellátva, mindennemű tárgyalásra és megállapodásra teljes hatalommal fölruházva küldöm őt, oly módon, hogy amíg visszahívatik, a követ tisztét töltse be ...”

 A pápának egyébként már 1455-ben volt állandó legatusa volt Mátyás udvarában.
A velencei diplomaták értesülései szerint Mátyás király a török császár udvarában és Uzon Hasszán perzsa fejedelemnél is követet tartott. 1475-ben viszont az egyik perzsa fejedelem küldött Mátyáshoz követet a török elleni közös harc érdekében. Mátyás a perzsa követet Mohorai Miklós kíséretében tovább küldte IV. Szixtusz pápához. Mátyás 1488-ban követséget küldött III. Iván moszkvai nagyfejedelemhez is a lengyelek elleni szövetség céljával. A küldöttség vezetői János deák és Kliment mester, Mátyás bizalmi emberei voltak. Ifjabb Vitéz János, az esztergomi érsek Vitéz János unokaöccse és neveltje 1476-1482 között éveket töltött Rómában Mátyás követeként és közben 1479-ben a francia udvarnál is járt követségben.
1502 márciusában a Velencei Köztársaságnak már állandó követségei voltak Rómában, német földön, Spanyolországban, Portugáliában, Magyarországon, Lengyelországban, Rodosz szigetén és ügyvivője volt Milánóban.

### Újkor
Az állandó követség intézménye a 16. században viszonylag rövid idő alatt elterjedt szerte Európában és a 17. században, különösen a vesztfáliai békét követően általánossá vált. Az új intézményt nem mindenütt és nem mindenki fogadta osztatlan örömmel. Nevezetes ellenzője volt az állandó követségek intézményének Hugo Grotius, aki arra hivatkozott, hogy régen ilyenek nem voltak, ezért rájuk nincs szükség. Az állandó követek által képviselt külföldi befolyással szembeni bizalmatlanságról tanúskodik II. Lajos magyar király 1525. évi törvényének 4. cikke is, amely egyebek között így rendelkezik: „3. §. A császári és velencei követeket is ki kell küldeni az országból.” (Oratores quoque caesareos et Venetos e regno exmittantur.)
Richelieu bíboros 1626-ban hozta létre az első igazi külügyminisztériumot, amelynek nagy szerep jutott a vesztfáliai békekötésben. Ekkor lett a diplomácia nyelve a francia, ami egészen a 20. századig megőrizte vezető szerepét.
A modern diplomáciai tevékenység alapjait, elveit, formáit, módszereit, jogi kereteit az 1815-ös bécsi kongresszus fektette le. Ekkor egységesítették a diplomáciai rangokat is. A II. világháború után az új történelmi viszonyoknak megfelelő jogi alapokat a diplomáciai kapcsolatokról szóló 1961. évi bécsi szerződés rögzítette.

## A diplomácia ma
A 20. század második felében és a 21. század elején egyre inkább előtérbe kerül a felső szintű diplomácia, amelyben az államok első számú vezetői – az új kommunikációs lehetőségeket felhasználva – közvetlenül tárgyalnak egymással (erre volt korai példa az amerikai és szovjet vezetők közötti forródrót). A szakirányú diplomáciai szervezetek azonban továbbra is aktívan részt vesznek ezeknek a találkozóknak az előkészítésében, eredményeik érvényesítésében.
A kétoldalú, bilaterális diplomáciai kapcsolatok mellett egyre fontosabb a multilaterális diplomácia, a nemzetközi szervezetekben (ENSZ és szakosított szervezetei, NATO, Európai Unió és egy sor más intézmény) végzett tevékenység.